# Conistra pulverulenta
Conistra pulverulenta är en fjärilsart som beskrevs av Culot. Conistra pulverulenta ingår i släktet Conistra och familjen nattflyn. Inga underarter finns listade i Catalogue of Life.